# Rio Tucunapi
Rio Tucunapi är ett vattendrag i Brasilien.   Det ligger i delstaten Amapá, i den norra delen av landet, 1 900 km norr om huvudstaden Brasília.
I omgivningarna runt Rio Tucunapi växer i huvudsak städsegrön lövskog. Trakten runt Rio Tucunapi är nära nog obefolkad, med mindre än två invånare per kvadratkilometer.